# Camponotus setitibia
Camponotus setitibia är en myrart som beskrevs av Auguste-Henri Forel 1901. Camponotus setitibia ingår i släktet hästmyror, och familjen myror. Inga underarter finns listade.